# NFL Football '94 Starring Joe Montana
Pour les articles homonymes, voir NFL Football.
NFL Football '94 Starring Joe Montana est un jeu vidéo de football américain sorti en 1992 sur Mega Drive. Le jeu a été développé par BlueSky Software et édité par Sega.